# Petrus Cellensis
Petrus Cellensis (dt. Peter von Celle, fr. Pierre de la Celle; * um 1115; † 20. Februar 1183 in Chartres) war ein französischer Abt und Bischof sowie geistlicher Schriftsteller.

## Vita
Peter von Celle wurde um das Jahr 1115 herum in der Champagne geboren – als Spross des Hauses Aulnoy-les-Minimes bei Provins. Es bestand eine entfernte Verwandtschaft zum französischen Königshaus. Schon als junger Mann beschritt er eine klösterliche Laufbahn. Einer eigenen Bemerkung nach suchte er zunächst Anschluss an die Kluniazenser von St-Martin-des-Champs in Paris. Dort lernte er Johann von Salisbury, den späteren Bischof von Chartres, kennen, mit welchem ihn nach einem gemeinsamen Studienaufenthalt auf dem Montagne Sainte-Geneviève eine lebenslange Freundschaft verband.
Nach einigen Studienjahren ließ sich Peter von den Vertretern der Gregorianischen Reform überzeugen; er entsagte dem verweltlichten Schulbetrieb in Paris und wurde Benediktinermönch: „Oh Paris, wie sehr bist du dazu angetan, die Seelen zu packen und zu enttäuschen. In dir gibt es Netzwerke des Lasters und Fallgruben des Bösen; in dir durchbohrt der Pfeil der Hölle die Herzen der Törichten …“ So schrieb er entsetzt in einem seiner Briefe. In dieser Zeit freundete sich Peter von Celle wohl auch mit einem Schüler und späteren Gegner Abaelards an, Goswin von Anchin.
Nach der Studienzeit in Paris trat Peter in den Benediktiner-Konvent von Montier-la-Celle ein, welcher einige Kilometer südwestlich von Troyes in der Champagne lag. Ihm verdankte er seinen künftigen Beinamen Cellensis oder de Cella. In diesem Konvent hatte er möglicherweise bereits seine Kindheit verbracht. Um 1145 wurde Peter Abt dieses Klosters. Während dieses Abbatiats verkehrte er mit zahlreichen Größen seiner Zeit. Unter anderem freundete er sich auch mit Bernhard von Clairvaux an, dessen Zisterzienserorden ihm viel Bewunderung abrang. Beide Konvente hatten in der Folge auch wiederholt geschäftlich miteinander zu tun. Für Bischof Theobald von Paris, den er wohl in dessen Zeit als Prior von St-Martin-des-Champs persönlich kennengelernt hatte, verfasste er einige Auftragspredigten.
Im Jahre 1148 besuchte Johann von Salisbury seinen Freund in Montier-la-Celle und verblieb dort eine ganze Weile, nachdem er seine Rolle als Lehrer der Artes liberales in Paris aufgegeben hatte und im Jahre 1147 zum Priester geweiht worden war. Peter setzte sich unter Vermittlung Bernhards von Clairvaux für Johann bei Theobald, dem Erzbischof von Canterbury, ein, der diesen alsbald in seine Dienste nahm. Peters Briefe aus dieser Zeit vermitteln ein lebendiges Bild seiner vielfältigen Aktivitäten und Kontakte: Mit Johann von Salisbury, Thomas Becket, Erzbischof Eskil von Lund, sowie den Päpsten Eugen III. und Alexander III. stand er in ständigem Briefwechsel.
Zu Peters engen Vertrauten zählte auch Bischof Heinrich von Beauvais. Auch diese Bekanntschaft ging auf Peters Studienzeit in Paris zurück. Heinrich war der leibliche Sohn König Ludwigs VI. und der Königin Adelaide von Savoyen; er war schon von Kindheit an auf eine hohe Kirchenkarriere vorbereitet worden. Seinen Aufstieg in der Kirchenhierarchie begann Heinrich als Kanoniker des Domkapitels von Notre-Dame, dem er bis 1136 als Subdiakon angehörte. Um 1145 wurde er Archidiakon am Dom Sainte-Croix von Orléans, anschließend Titularabt aller königlichen Eigenklöster, derer sieben an der Zahl. Es folgte ein kurzes Intermezzo als Zisterziensermönch unter Bernhard von Clairvaux, wobei er erstmals die Bekanntschaft des Papstes Eugen III. machte. Im Jahre 1147 – nach einigen Quellen erst 1149 – wählte ihn der Klerus von Beauvais zum dortigen Bischof. Dieses Episkopat war von schweren Querelen mit dem Volk und Kapitel von Beauvais und dem mittlerweile rivalisierenden Bruder auf dem Königsthron überschattet. Peter von Celle stand in dieser Zeit seinem Freund Heinrich beratend zur Seite.
Im Jahre 1162 wurde Heinrich dann überraschend zum neuen Erzbischof von Reims gewählt. Noch im selben Jahr holte er Peter von Celle an seine Seite und verschaffte ihm das renommierteste Abbatiat der Stadt. Peter wurde Abt des altehrwürdigen Klosters Saint-Remi in Reims, in welchem einst der erste Merowingerkönig Chlodwig I. getauft und mit dem legendären Öl der Sainte-Ampoule gesalbt worden war. Peter von Celle führte als Abt den Konvent über neunzehn Jahre – bis zum Jahre 1181. In seiner Funktion als Vikar vertrat er den Metropoliten von Reims während seiner Abwesenheit.
Selbst in dieser Zeit suchte Johann von Salisbury den befreundeten Abt noch auf. Hier in Reims soll er seine Historia Pontificalis geschrieben haben, ehe er im Jahr 1176 auf Betreiben Erzbischof Wilhelms von Sens und König Ludwigs VII. auf den Bischofsstuhl von Chartres gewählt wurde.
Unter die Ägide Peters von Celle fällt die architektonische Neugestaltung und Vergrößerung des Reimser Remigius-Klosters. Um für die zahlreichen Pilgergruppen Platz zu schaffen, wurde der alte romanische Portalbau abgetragen und durch einen neuen im gotischen Stil ersetzt. Dabei verlängerte man das Schiff um zwei Gewölbejoche. Die stilistische Besonderheit eines fensterlosen Triforium kennzeichnet exemplarisch diese Bauphase. Auch ein neuer, tieferer Chor mit Deambulatorium und fünf Rayonnant-Kapellen ersetzte nun den alten Chorbau – errichtet im Stil der Champagne. Wenn man von den gravierenden Schäden absieht, die der Zweite Weltkrieg mit sich brachte, präsentiert sich Saint-Remi auch heute noch in derselben architektonischen Form, wie sie einst Peter von Celle projektiert hat.
Im Jahre 1182 nahm das Leben des greisen Abtes nochmals eine überraschende Wendung: Bereits von schwerer und jahrelanger Krankheit gezeichnet – er litt an Nierensteinen und Gicht – folgte Peter von Celle seinem im Oktober 1180 verstorbenen Freund Johann von Salisbury in den Episkopat von Chartres nach. Papst Lucius III. sprach die entsprechende Ernennung aus. Diese Wahl überraschte; denn noch 1178 war Peter von Celle bei der Kardinalswahl leer ausgegangen: Er hatte krankheitshalber am Dritten Lateran-Konzil nicht teilnehmen können.
Nach seiner Wahl zum Bischof von Chartres soll Peter noch mit Elan ans Werk gegangen sein: Er ließ Chartres aus eigener Schatulle mit einer Stadtmauer versehen, was ihm den Dank der dortigen Bürger einbrachte. Aber eine lange Amtszeit als Primas der Kathedrale von Chartres war ihm nicht mehr vergönnt. Am 19. oder 20. Februar 1183 (1182 nach dem Osterrhythmus) verstarb der vormalige Abt an den Folgen einer kurzfristig eingetretenen Erkrankung. Die Bürger von Chartres sollen beim Leichenzug den aufgebahrten Leichnam geküsst haben – so beliebt sei der Bischof gewesen. In der Abtei von Josaphat wurde Peter von Celle an der Seite Johanns von Salisbury bestattet.

## Werke und Editionen
Neben zahlreichen Briefen, deren deutsche Neuedition in Vorbereitung ist, hat Peter von Celle auch eine ganze Reihe von Predigten sowie einige kleinere und vier größere Abhandlungen hinterlassen.
- Das literarische Gesamtwerk des Abtes hatte erstmals im Jahre 1671 Dom Janvier in Paris herausgegeben.

- Eine Sammlung von 169 Briefen war schon zuvor, im Jahre 1613, von J. Sirmond veröffentlicht worden. Im Jahre 1728 erfolgte dann eine Neuauflage dieser Edition.

- Mignes Patrologia Latina, Band 202, Spalten 405–1146, gibt die Ausgabe Janviers wieder, ergänzt um weitere, Peter von Celle betreffende Schreiben. Diese Sammlung umfasst 177 Briefe, 95 Predigten sowie einige kleinere und vier größere Abhandlungen: De panibus ad Joannem Sarisberiensem, Mosaici tabernaculi mysticae et moralis expositionis libri duo, De conscientia und das Spätwerk De disciplina claustrali ad Henricum I, Campaniae comitem.

- Im Jahr 1850 gab Messiter in Oxford eine große Briefsammlung aus den Manuskripten des St. John’s College heraus.

- Im Jahr 1948 fügte schließlich Jacques Leclercq sieben weitere, neu entdeckte Briefe des Abtes hinzu – darunter auch einen Briefwechsel mit Abt Goswin von Anchin, einem erklärten Abaelard-Gegner.

- Im Jahre 2001 veröffentlichte J. Haseldine sämtliche Briefe Peters von Celle in einer kritischen, lateinisch-englischen Ausgabe.
- Deutsche Übersetzung von De disciplina claustrali: Petrus von Celle: Klösterliche Lebensweise. Edition und Kommentar. Hrsg.: Christian Schütz OSB. EOS, Sankt Ottilien 2020, ISBN 978-3-8306-8033-8.